# Slaget vid Jankov
Slaget vid Jankov var ett fältslag som ägde rum den 24 februari 1645 under trettioåriga kriget. Slaget var ett av krigets hårdaste och utkämpades mellan en svensk armé under Lennart Torstenssons befäl och en kejserlig under Melchior von Hatzfeldt, cirka 50 km sydöst om Prag. 
Drabbningen slutade med svensk seger, till stor del beroende på Torstensons skicklighet som fältherre, samt det överlägsna svenska artilleriet. Den kejserliga armén led nära 60% förluster och bland de 4 000 krigsfångarna fanns Hatzfeldt själv.

## Upptakt
1644 genomförde den svenske överbefälhavaren på kontinenten, Lennart Torstenson, ett framgångsrikt fälttåg i mellersta Tyskland,  som kulminerade med segern över Matthias Gallas kejserliga armé vid Jüterbog den 23 november. Med Gallas trupper tillintetgjorda låg vägen sedan öppen mot den habsburgske kejsarens arvländer. Torstenson såg då sin chans att utföra en offensiv mot Wien för att avsluta kriget i svensk favör. För att kunna genomföra ett sådant drag behövde svenskarna emellertid hjälp från sina allierade, fransmännen och transsylvanerna. En transsylvansk armé under George I Rákóczi stod redan i Ungern samtidigt som franska trupper band upp kejserliga förband vid Rhen.

### Fälttåget mot Böhmen
Torstenson inledde offensiven i december samma år då hans trupper bröt in i Sachsen. Den svenska framryckningen oroade kejsar Ferdinand III som beordrade fältmarskalken Melchior von Hatzfeldt, vilken tidigare hade ersatt Gallas som befälhavare, att hejda Torstensons offensiv. Hatzfeldt utnyttjade höstregnen som försenat det svenska avancemanget, till att omorganisera sina styrkor. Genom att lösgöra förband från Ungern och Franken samt tillvarata spillrorna av Gallas armé lyckades han på tämligen kort tid få ihop 11 000 man. Till detta lades även 1 400 sachsiska soldater och 5 000 bayrare.
Trots det katolska kraftsamlingen valde Torstenson ändå att fortsätta framryckningen mot Böhmen i hopp att få till stånd ett avgörande slag. Kejsar Ferdinand hade samma tanke och beordrade Hatzfeldt att omgående gå svenskarna till mötes. Ett nytt regnoväder hade dock tvingat den svenska armén att stanna kvar i fältlägret vid Kaaden, och inte förrän den 8 februari kunde man avtåga mot Böhmen. Hatzfeldt försökte då upprepade gånger locka svenskarna till strid men Torstenson vågade sig inte på ett slag om han inte hade oddsen på sin sida. Under några dagar tappade dessutom arméerna bort varandra och fick inte kontakt igen förrän den 23 februari. Härarna stod på varsin sida om den lilla staden Jankov, drygt 50 kilometer söder om Prag.

## Slaget

### Första fasen
Till antalet var båda arméerna ungefär jämnstarka (cirka 16 000 man per sida) men svenskarna hade det definitiva övertaget i mängden kanoner (80 mot de kejserligas 26). De kejserliga hade dock fördelaktiga ställningar bakom en ås strax söder om staden. På grund av den brutna terrängen kring Jankov, bedömde Torstenson att ett anfall mot den kejserliga ställningen skulle vara alltför riskabelt. Istället valde han att försöka kringgå Hatzfeldts vänstra flank och angripa ställningen i ryggen. Befälhavaren över den kejserliga vänsterflygeln, generalen Johann von Götzen, upptäckte emellertid den svenska manövern och gick utan order till motanfall med sitt kavalleri.
De kejserliga ryttarna hamnade dock i en trång dalgång och kunde inte gruppera sig ordentlig innan de anfölls och skingrades av svenskarna. Då Hatzfeldt underrättats om von Götzens tilltag försökte han få resten av armén i strid, men misslyckades och förlorade 11 kanoner under villervallan. På grund av detta kunde det svenska artilleriet härja ostört och trasade effektivt sönder de kejserliga leden. Ställd inför en omöjlig situation gav Hatzfeldt till slut order om reträtt. Trots segern var Torstenson inte intresserad av ett kostsamt förföljande och beordrade sin armé att göra halt.

### Andra fasen
Vid middagstid upptäckte svenskarna en kejserlig infanteriavdelning på en höjdrygg men då Torstenson skickade ut en mindre styrka för att driva bort dem, fann de hela Hatzfeldts armé på andra sidan. Den kejserliga vänsterflygeln och centern gick, åter mot fältmarskalkens order, till anfall mot den svenska styrkan. Hatzfeldt hade då inget annat val än att  gå till attack även med sin högra flygel.  Den följande striden blev mycket hård men vände snart till svensk fördel. Först skingrades det kejserliga kavalleriet på flyglarna, varpå svenskarna anföll den isolerade centern som drevs på flykten.

## Efter slaget
Vid 4-tiden på eftermiddagen hade striderna ebbat ut. De kejserliga hade förlorat över 4 000 man i döda och sårade. Ungefär lika många hade tillfångatagits. Bland krigsfångarna fanns sex generaler, inklusive Hatzfeldt själv, samt 238 officerare och 128 underofficerare. För andra gången på knappt ett år hade kejsarens huvudarmé blivit förintad av svenskarna.
De svenska förlusterna uppgick till cirka 1 500 döda och sårade, men kunde snabbt ersättas genom att krigsfångarna stacks in i leden så som seden var. Med den svenska segern vid Jankov låg vägen till Wien vidöppen.
En starkt bidragande orsak till segern var det svenska artilleriet. Tack vare sin lättrörlighet kunde de svenska regementskanonerna tilldelas även kavalleriet, en dittills okänd anordning. Därigenom kom artilleriet alltid i främsta stridslinjen och kunde med sina druvhagelskott väsentligt främja de andra vapnens strid. Till segern bidrog också att vädret hela dagen var klart och torrt. Till följd av detta kunde Torstensson, som led svårt av reumatism och gikt, sitta till häst under slaget. Han berör själv denna omständighet i sin redogörelse till rikskanslern fyra dagar efter slaget: "Jag gläder mig ock härhos, att jag haver haft den lycka, att jag själv uti detta torre och friske vädret fick föra denna aktion an. Men medan nu ett par dagar haver varit töväder, så haver jag åter fått anstöt av min vanlige sjukdom och måste nu hålla sängen."
Två dagar efter slaget satte sig Torstenson därför i rörelse mot Donau  för att förena sig med Rákóczis transsylvanska armé. Den 27 nådde svenskarna Wolfsschanze, en österrikisk fästning som skyddade intågsvägen till Wien.  Fästningen övergavs av de kejserliga men snart skulle krigslyckan vända.  De franska och transsylvanska arméerna förblev stillastående på sina respektive frontavsnitt, samtidigt som svenskarna var för svaga för att fortsätta framryckningen. Resultatet blev att Torstenson tvingades skrinlägga planerna på ett anfall mot Wien.
Några månader efter slaget tillkännagavs i Sverige att städerna Iglau, Znojmo, Stein an der Donau, Krems an der Donau, Korneuburg, Mikulov, Laba och Brno samt fästningarna Lipnitz/Lipnice nad Sázavou, Grafenegg, Greiffenstein, Wulfersdorff, Falkenstein, Mikulov, Rätz, Veitsburg vid Ravensburg, Laba, Špilberk och skansen Wolfsschanze utanför Wien hade tillfallit Sverige genom strid, förhandling eller kapitulation. Det visade sig vara ett förhastat påstående beträffande Brno och Špilberk, vilka stod emot svenskarnas belägringsförsök 1645.

### Webbkällor
- Olofsson, Mugnus (2017). Slaget vid Jankov vände 30 åriga-kriget. Militär historia (nr. 7)
- Harrison, Dick (2016) Svenska arméns största triumf genom tiderna. Svenska Dagbladet